# GSWV Tandje Hoger
De Groninger Studenten Wieler Vereniging Tandje Hoger is een studentenwielrenvereniging uit Groningen.
Tandje Hoger is opgericht in januari 1977, en vierde in 2017 haar achtste lustrum. De meeste leden zijn studenten van de Hanzehogeschool Groningen en de Rijksuniversiteit van Groningen. Tandje Hoger is als vereniging aangesloten bij de Groningen Studenten Sportstichting ACLO. De vereniging heeft een actieve groep van rond de 20 heren wedstrijdrenners, 5 dames wedstrijdrensters in zowel amateur- als sportklascategorie en telt in totaal zo'n 200 leden en 116 donateurs. 
Tandje Hoger organiseerde de afgelopen jaren evenementen als het NSK Wielrennen, het NSK Tijdrijden, het NK tijdrijden voor Amateurs en Masters (i.c.m Cycle Sport) en het Open Gronings Kampioenschap wat in 2019 plaatsvond in het Stadspark (Groningen). Daarnaast organiseert Tandje Hoger normaliter twee Inter Club Wedstrijden (ICW) door het jaar heen. Eén wegkoers in het voorjaar en een cyclocross en MTB wedstrijd in het najaar, vaak gehouden bij het Ronostrand te Een.

## Belangrijkste resultaten
2011
- Marc de Bruin en Frank van Kuijk domineren de Ronde van Delft
- Menno Altena wint het Districtskampioenschap bij de amateurs
- Sander Pijpers wint Rondom de bult van Usquert
- Marc de Bruin wint de Maartendijkse Acht

2012
- Jelte Krol en Wessel Piersma werden een en twee in de Omloop door het land van Kleine Hein
- Wessel Piersma wint het Districtskampioenschap Noord
- Jelte Krol wint het DK Tijdrijden bij de elite

2013
- Sjors de Waard wint het Nederlands Studenten Kampioenschap

2014
- Luuk van der Meer wint het Districtskampioenschap Noord bij de amateurs

2015
- Maurice Zaal wint de Omloop door het land van Kleine Hein
- Sander Westerlaan wint het B-criterium in de RaboMeertour
- Luuk van der Meer wint het NSK gecombineerd met de elite

2016
- Pieter Verhoeven wint de Zeeland Classic

2017
- Tom Terpstra wint het eindklassement na drie dagen koers in de Hel van Petten
- Sybren Welling wint het Rondje Ziel te Delfzijl

2018
- Sander Westerlaan wint de ronde van Ureterp

2019
- Tijmen Pel wint het Districtskampioenschap bij de Sportklasse